# Lichtscheue Bodentermite

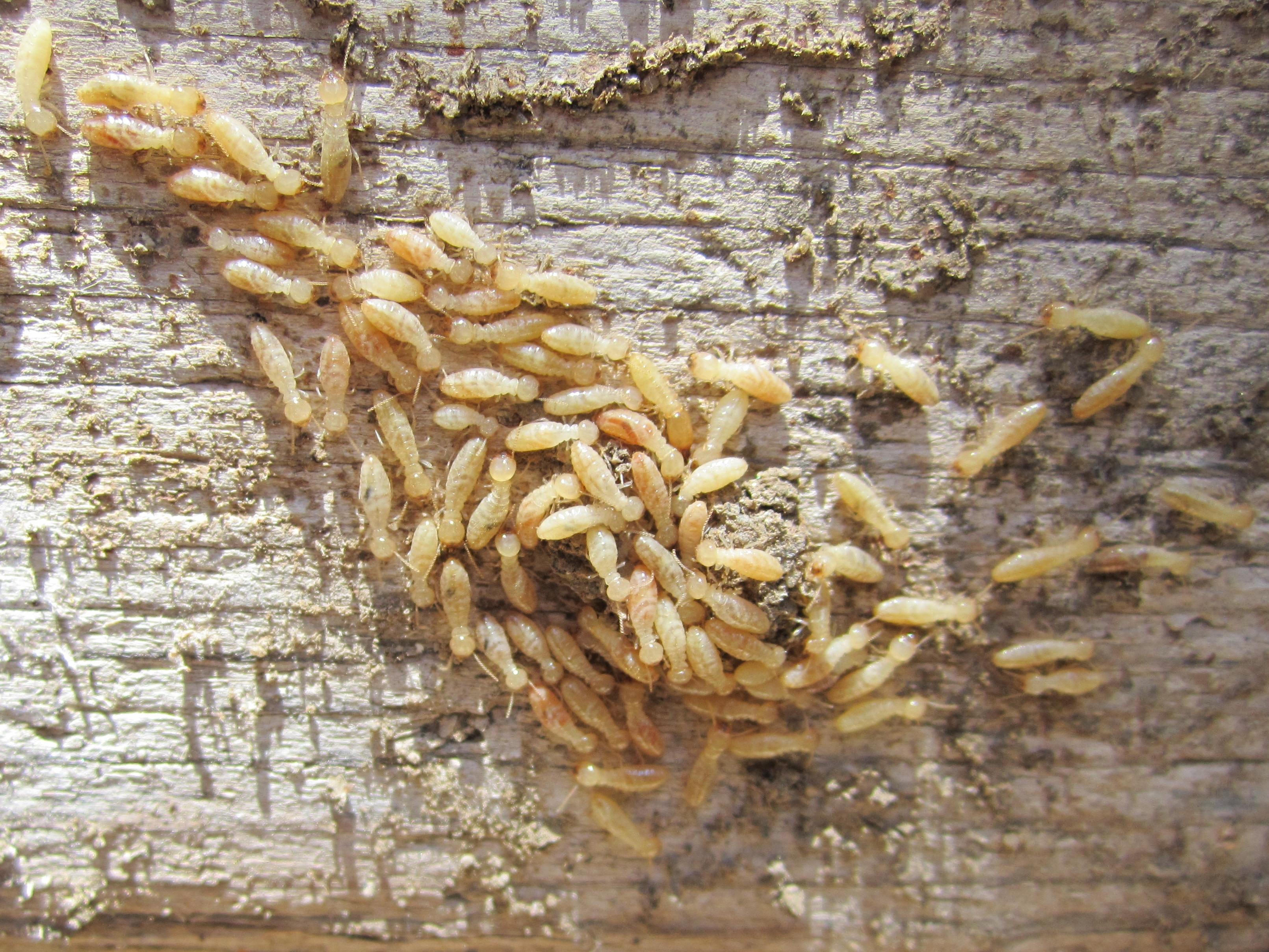
Individuen einer Kolonie der Lichtscheuen Bodentermite

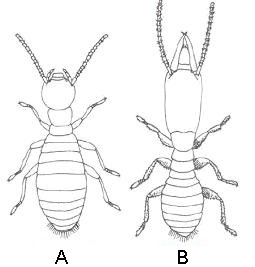
Zeichnungen einer Arbeiterin (A) und eines Soldaten (B)

Die Lichtscheue Bodentermite (Reticulitermes lucifugus), auch Erdholztermite genannt, ist eine in Südeuropa beheimatete Art der zu den Schaben gehörenden Termiten. In Hamburg hat sich die Art ebenfalls ansiedeln können, womit es sich um die einzige in Deutschland vorkommende Art der Termiten handelt.

## Merkmale
Die geflügelten (alaten) Formen werden ohne Flügel 6 mm lang und mit Flügeln 10–12 mm lang. Die Soldaten sind 4–5 mm lang und von blasser gelbgrauer Farbe. Die Sozialstruktur dieser Art gilt als primitiv, mit einer Organisation, die die Schaffung autonomer Sekundärkolonien begünstigt. Die Termiten bleiben stets in Kontakt mit dem Boden.
Kolonien bestehen aus durchschnittlich 1 Million Adulten.

## Verbreitung
Nach älteren Literaturangaben lebt die Art natürlicherweise in Italien und Frankreich. Moderne Datensammlungen wie GBIF und iNaturalist zeigen folgendes Verbreitungsgebiet: Nordostspanien, Palma de Mallorca, Korsika, Südwestfrankreich, Mittel- bis Süditalien inklusive Sizilien, die Oblast Mykolajiw in der Ukraine und die Republik Dagestan in Russland. Eventuell wurde die Art auch nach Nordamerika eingeschleppt.
Termiten in Deutschland
Außerdem gibt es einen Befallsherd im Hamburger Hafen, wo in den 1930er Jahren Termiten in Bauholz entdeckt wurden. Die Art wurde jahrzehntelang als die aus Nordamerika stammende Gelbfüßige Bodentermite (Reticulitermes flavipes) angegeben, nach neueren Untersuchungen handelt es sich aber um die europäische Lichtscheue Bodentermite (Reticulitermes lucifugus). Die Termiten leben offensichtlich bis heute dort. Befallsherde liegen, durch unterirdische Fernheizrohre begünstigt, im Bereich des Allgemeinen Krankenhauses in Hamburg-Altona und im Gerichtsviertel in Hamburg-Mitte.

## Lebensraum
Die Individuen dieser Art meiden Licht und offene Lebensräume und beschränken sich auf die stabile Umgebung des Termitenhügels oder geschützte, erdbedeckte Gräben. Nach dem Auftauchen aus dem Boden bewegen sich die Individuen auf der Suche nach Nahrung umher, fressen im Boden gefundene Zellulosematerialien oder erreichen das Innere von Gebäuden, wo Pappe, Papier und Holz als Nahrungsquelle aufgesucht werden können. Hier kann es in feuchten Holzkonstruktionen auch zur Bildung von Zweignestern kommen.

## Lebensweise
Die Art ernährt sich vor allem von verrottendem Holz. Bei Rotbuche wird anscheinend Holz bevorzugt, das vom Austern-Seitling (Pleurotus ostreatus) befallen ist. Dieser Pilz kann in Bezug auf die Nahrungsaufbereitung anscheinend der Braunfäule und der Moderfäule gleichgesetzt werden. Innerhalb der Gattung Reticulitermes fehlt die ansonsten typische Königin der Termitenkolonie. Eine Saisonalität scheint nicht vorzuliegen.

## Schadwirkung
Das Eindringen in Gebäude beginnt vom Boden aus und kann durch alle möglichen Durchgänge passieren: Spalten in den Fundamenten, Rissen in Wänden oder Böden oder Elektro-, Hydraulik- und Telefonleitungen. Angegriffene Materialien können Holzbefestigungen, tragende Holzbalken, Parkettböden, Holzböden, Holzprodukte und Papier sein. Das befallene Holz ist an seinem charakteristischen Aussehen zu erkennen. Es weist verschiedene Schälschichten auf, die mit Lücken durchsetzt und mit einem holzähnlichen Zement bedeckt sind. Die Kolonie bewegt sich in Hohlräumen, die durch bröckelige Materialien gegraben wurden, oder in Erdtunneln, die mit einem speziellen Zement gebaut wurden, der es den Termiten ermöglicht, sich über harte oder exponierte Oberflächen zu bewegen.

## Taxonomie
Die Art wurde 1792 von Pietro Rossi als Thermes lucifugus erstbeschrieben. Weitere Synonyme sind: Hemerobius raphidioides De Villers, 1789, Pseudotermes parvulus (Kliver, 1886), Termes lucifugus Rossi, 1792, Termes madeirensis Hagen, 1858, Termes parvulum Illiger, 1807 und Termes radicum Latreille, 1794.
Neben dem nominotypischen Taxon wurde noch die Unterart Reticulitermes lucifugus corsicus Clément, 1977 beschrieben. Diese Unterart lebt in Korsika und Sardinien.
Die europäischen Reticulitermes-Arten werden in zwei Kladen unterteilt. R. lucifugus gehört in die westmediterrane Klade, zusammen mit Reticulitermes grassei und Reticulitermes banyulensis.